# Primera División de Chile 1933
La Primera División de Chile 1933 o Campeonato de la División de Honor de la Liga Profesional de Football de Santiago 1933 fue la primera edición de la máxima categoría del fútbol de Chile, competición de carácter oficial y profesional, correspondiente a la temporada 1933. 
Disputada entre el 22 de julio y el 5 de noviembre de 1933, su organización estuvo a cargo de la Liga Profesional de Football de Santiago (LPF), y contó con la participación de ocho equipos. La competición se disputó bajo el sistema de todos contra todos, en una sola rueda.
El campeón fue Magallanes, que, con una victoria por 2-1 ante Colo-Colo en la definición por el campeonato, consiguió su primer título de Primera División.

## Antecedentes
La llegada de la década de 1930 trajo consigo el profesionalismo encubierto, llamado también «profesionalismo marrón», al fútbol chileno. Diversos equipos pagaban sueldos a sus jugadores, y aunque la práctica no era legal, el fenómeno se masificó a nivel internacional. Esta irregularidad encubierta se acrecentó debido a diversas giras de clubes por países en donde ya existía el profesionalismo, sumado esto a la presencia en Chile de jugadores extranjeros profesionales. En resumen, el profesionalismo encubierto obligaba a los clubes a pagar, pero el jugador no tenía obligación alguna de responder, lo que llevó a que en 1932 la situación financiera de algunos clubes fuera casi insostenible, sumado a la crisis económica de la Gran Depresión.
En 1933, debido a los gastos elevados para la mantención de los equipos, los ocho clubes pertenecientes a la División de Honor de la Asociación de Football de Santiago (AFS) —Audax Italiano, Colo-Colo, Green Cross, Magallanes, Morning Star, Badminton, Santiago National y Unión Deportiva Española— solicitaron rebajar del 30 % a un 20 % el porcentaje que se cobraba por permanecer en la categoría. No obstante, los dirigentes de la asociación rechazaron la petición. Ante esto, los dirigentes de los clubes se reunieron el 27 de mayo y acordaron una serie de objetivos a través de un primer pacto de honor: mantener la unidad de acción para corregir los porcentajes de pago a la AFS; organizar un Campeonato de Apertura con un porcentaje exigido de 20 %; designar una comisión para el manejo económico, conformada por Waldo Sanhueza, Óscar Sarmiento y Luis Noziglia; y la designación de Sanhueza y de Jorge Bate (Badminton) como representantes ante la AFS. Sin embargo, el acuerdo no se concretó y esto motivó la salida de los ocho clubes de la asociación, cuyo torneo de la División de Honor ya había iniciado.
Finalmente, con fecha 31 de mayo de 1933, en reunión celebrada en la secretaría de Badminton, los ocho clubes disidentes fundaron la Liga Profesional de Football de Santiago (LPF). Al efecto, los dirigentes Waldo Sanhueza de Colo-Colo, Óscar Sarmiento de Magallanes y Luis Noziglia de Audax Italiano se hicieron responsables de organizar un torneo especial entre los clubes profesionales, más un Campeonato de Apertura como preludio. Nació así, la actual Primera División de Chile.
Finalmente, en su sesión del 29 de julio de 1933, el consejo de la Federación de Football de Chile acordó reconocer en su seno a la Liga Profesional de Football de Santiago.

## Equipos participantes
| Equipo                   | Ciudad   |
| ------------------------ | -------- |
| Audax Italiano           | Santiago |
| Badminton                | Santiago |
| Colo-Colo                | Santiago |
| Green Cross              | Santiago |
| Magallanes               | Santiago |
| Morning Star             | Santiago |
| Santiago National        | Santiago |
| Unión Deportiva Española | Santiago |

## Desarrollo

### Clasificación
| Pos. | Equipo                   | Pts. | PJ | G | E | P | GF | GC | Dif. | Clasificación           |
| ---- | ------------------------ | ---- | -- | - | - | - | -- | -- | ---- | ----------------------- |
| 1    | Magallanes               | 12   | 7  | 6 | 0 | 1 | 23 | 8  | +15  | Final por el campeonato |
| 1    | Colo-Colo                | 12   | 7  | 6 | 0 | 1 | 23 | 9  | +14  | Final por el campeonato |
| 3    | Badminton                | 9    | 7  | 4 | 1 | 2 | 23 | 12 | +11  |                         |
| 4    | Unión Deportiva Española | 6    | 7  | 2 | 2 | 3 | 10 | 13 | −3   |                         |
| 5    | Audax Italiano           | 6    | 7  | 3 | 0 | 4 | 14 | 23 | −9   |                         |
| 6    | Morning Star             | 5    | 7  | 2 | 1 | 4 | 12 | 18 | −6   |                         |
| 7    | Green Cross              | 3    | 7  | 1 | 1 | 5 | 13 | 21 | −8   |                         |
| 8    | Santiago National        | 3    | 7  | 1 | 1 | 5 | 10 | 24 | −14  |                         |

 Fuente: RSSSF

### Final por el campeonato
Debido al empate en el primer lugar, debió jugarse un partido de desempate entre Magallanes y Colo-Colo.
Ambos equipos, antes del encuentro, se concentraron «en pueblos cercanos a Santiago». Los jugadores de Magallanes entrenaron en Peñaflor, mientras que los de Colo-Colo lo hicieron en Apoquindo.
La Dirección General de Sanidad concedió autorización para que se expendieran no más de 7000 galerías y 2500 tribunas.
|       | POR   | Juan Ibacache    |  |
|       | DEF   | Jorge Córdova    |  |
|       | DEF   | Quintín Vargas   |  |
|       | MED   | Luis Ponce       |  |
|       | MED   | Maximino Osorio  |  |
|       | MED   | Arturo Torres    |  |
|       | DEL   | Arturo Carmona   |  |
|       | DEL   | José Avendaño    |  |
|       | DEL   | Guillermo Ogaz   |  |
|       | DEL   | Juan Pacheco     |  |
|       | DEL   | Guillermo Torres |  |
| D. T. | D. T. | Arturo Torres    |  |

|       | POR   | Roberto Cortés     |  |
|       | DEF   | Ernesto Chaparro   |  |
|       | DEF   | Clodomiro Lorca    |  |
|       | MED   | Lizardo Piña       |  |
|       | MED   | Elías Zapata       |  |
|       | MED   | Guillermo Saavedra |  |
|       | DEL   | Luis Carvallo      |  |
|       | DEL   | Guillermo Valdivia |  |
|       | DEL   | Alberto Bravo      |  |
|       | DEL   | José Miranda       |  |
|       | DEL   | Armando Echeverría |  |
| D. T. | D. T. | Waldo Sanhueza     |  |

| 10' · 71' | Arturo Carmona Clodomiro Lorca | 1-1 2-1 |

| 6' | Alberto Bravo | 0-1 |

| Principal | Carlos Fanta |

|       | POR   | Juan Ibacache    |  |
|       | DEF   | Jorge Córdova    |  |
|       | DEF   | Quintín Vargas   |  |
|       | MED   | Luis Ponce       |  |
|       | MED   | Maximino Osorio  |  |
|       | MED   | Arturo Torres    |  |
|       | DEL   | Arturo Carmona   |  |
|       | DEL   | José Avendaño    |  |
|       | DEL   | Guillermo Ogaz   |  |
|       | DEL   | Juan Pacheco     |  |
|       | DEL   | Guillermo Torres |  |
| D. T. | D. T. | Arturo Torres    |  |

|       | POR   | Roberto Cortés     |  |
|       | DEF   | Ernesto Chaparro   |  |
|       | DEF   | Clodomiro Lorca    |  |
|       | MED   | Lizardo Piña       |  |
|       | MED   | Elías Zapata       |  |
|       | MED   | Guillermo Saavedra |  |
|       | DEL   | Luis Carvallo      |  |
|       | DEL   | Guillermo Valdivia |  |
|       | DEL   | Alberto Bravo      |  |
|       | DEL   | José Miranda       |  |
|       | DEL   | Armando Echeverría |  |
| D. T. | D. T. | Waldo Sanhueza     |  |

| 10' · 71' | Arturo Carmona Clodomiro Lorca | 1-1 2-1 |

| 6' | Alberto Bravo | 0-1 |

| Principal | Carlos Fanta |

|       | POR   | Juan Ibacache    |  |
|       | DEF   | Jorge Córdova    |  |
|       | DEF   | Quintín Vargas   |  |
|       | MED   | Luis Ponce       |  |
|       | MED   | Maximino Osorio  |  |
|       | MED   | Arturo Torres    |  |
|       | DEL   | Arturo Carmona   |  |
|       | DEL   | José Avendaño    |  |
|       | DEL   | Guillermo Ogaz   |  |
|       | DEL   | Juan Pacheco     |  |
|       | DEL   | Guillermo Torres |  |
| D. T. | D. T. | Arturo Torres    |  |

|       | POR   | Roberto Cortés     |  |
|       | DEF   | Ernesto Chaparro   |  |
|       | DEF   | Clodomiro Lorca    |  |
|       | MED   | Lizardo Piña       |  |
|       | MED   | Elías Zapata       |  |
|       | MED   | Guillermo Saavedra |  |
|       | DEL   | Luis Carvallo      |  |
|       | DEL   | Guillermo Valdivia |  |
|       | DEL   | Alberto Bravo      |  |
|       | DEL   | José Miranda       |  |
|       | DEL   | Armando Echeverría |  |
| D. T. | D. T. | Waldo Sanhueza     |  |

| 10' · 71' | Arturo Carmona Clodomiro Lorca | 1-1 2-1 |

| 6' | Alberto Bravo | 0-1 |

| Principal | Carlos Fanta |

|       | POR   | Juan Ibacache    |  |
|       | DEF   | Jorge Córdova    |  |
|       | DEF   | Quintín Vargas   |  |
|       | MED   | Luis Ponce       |  |
|       | MED   | Maximino Osorio  |  |
|       | MED   | Arturo Torres    |  |
|       | DEL   | Arturo Carmona   |  |
|       | DEL   | José Avendaño    |  |
|       | DEL   | Guillermo Ogaz   |  |
|       | DEL   | Juan Pacheco     |  |
|       | DEL   | Guillermo Torres |  |
| D. T. | D. T. | Arturo Torres    |  |

|       | POR   | Roberto Cortés     |  |
|       | DEF   | Ernesto Chaparro   |  |
|       | DEF   | Clodomiro Lorca    |  |
|       | MED   | Lizardo Piña       |  |
|       | MED   | Elías Zapata       |  |
|       | MED   | Guillermo Saavedra |  |
|       | DEL   | Luis Carvallo      |  |
|       | DEL   | Guillermo Valdivia |  |
|       | DEL   | Alberto Bravo      |  |
|       | DEL   | José Miranda       |  |
|       | DEL   | Armando Echeverría |  |
| D. T. | D. T. | Waldo Sanhueza     |  |

| 10' · 71' | Arturo Carmona Clodomiro Lorca | 1-1 2-1 |

| 6' | Alberto Bravo | 0-1 |

| Principal | Carlos Fanta |

El campeón de la Primera División de Chile 1933, Magallanes, se adjudicó la «Copa La Bahía».
|                    |
| Campeón Magallanes |
| 1.er título        |

## Estadísticas

### Goleadores

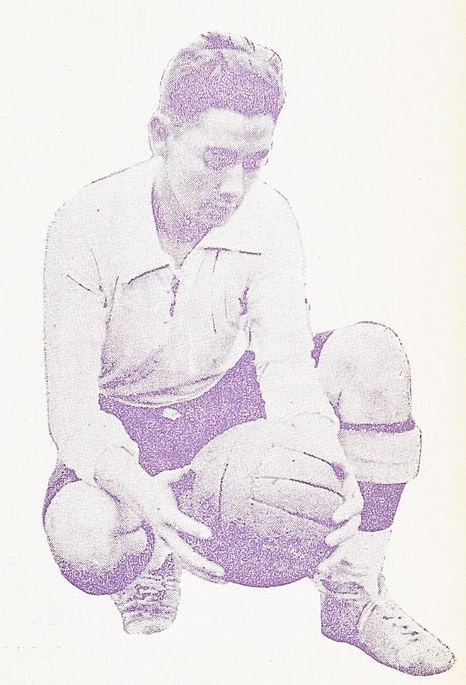
Luis Carvallo, de Colo-Colo, goleador del campeonato con 9 goles.

| Pos. | Nombre            | Equipo       | Goles |
| ---- | ----------------- | ------------ | ----- |
| 1    | Luis Carvallo     | Colo-Colo    | 9     |
| 2    | Humberto Roa      | Morning Star | 7     |
| 3    | José Avendaño     | Magallanes   | 6     |
| 3    | Alberto Bravo     | Colo-Colo    | 6     |
| 3    | Aurelio González  | Badminton    | 6     |
| 3    | Juan Pacheco      | Magallanes   | 6     |
| 3    | Eduardo Rodríguez | Green Cross  | 6     |

## Información adicional
Un hecho que tuvo lugar a nivel dirigencial, en pleno desarrollo del campeonato, fue la solicitud de Rangers de Talca de integrarse al profesionalismo, lo cual fue estudiado por la Liga Profesional de Football de Santiago (LPF). Esta petición, hecha a fines de agosto de 1933, fue apoyada por la revista Don Severo, medio informativo que agregó la necesidad de un consejo profesional dentro de la Federación de Football de Chile, puesto que la regulación de los intereses de los profesionales se hallaba entregada a un consejo amateur.
Al poco tiempo después, Rangers se autodeclaró como equipo profesional, sin embargo, no fue integrado a la Liga Profesional de Football, ni a sus competiciones en juego.

### Cobertura mediática
El partido de definición por el título fue el primer encuentro de fútbol en Chile en ser transmitido en directo por radio, tarea que fue desempeñada por Julio Moreno Toledano de Radio El Mercurio de Santiago.